# Lincoln Town Car
Lincoln Town Car – samochód osobowy klasy pełnowymiarowej produkowany pod amerykańską markę Lincoln w latach 1980 – 2011.

## Pierwsza generacja

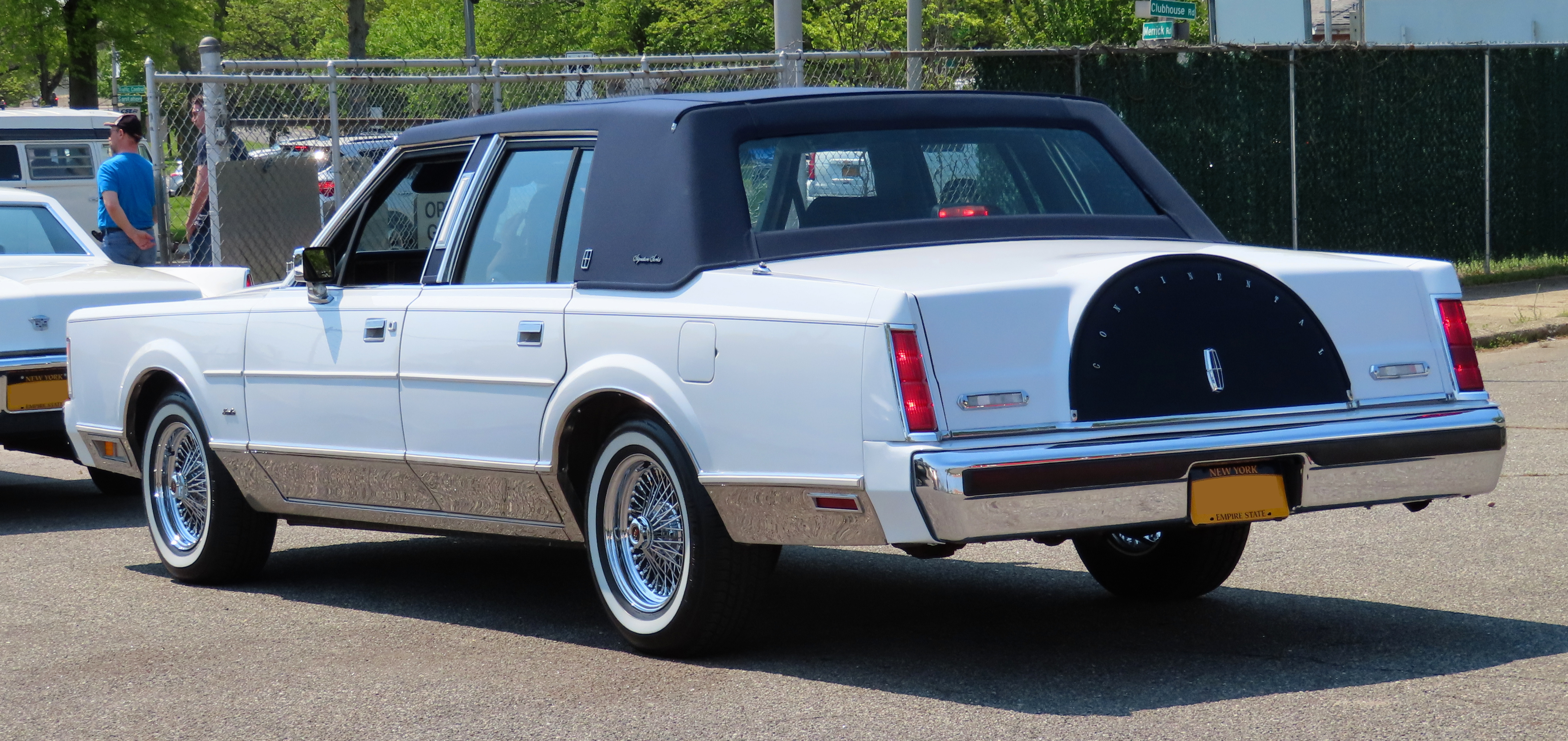
Lincoln Town Car I - tył

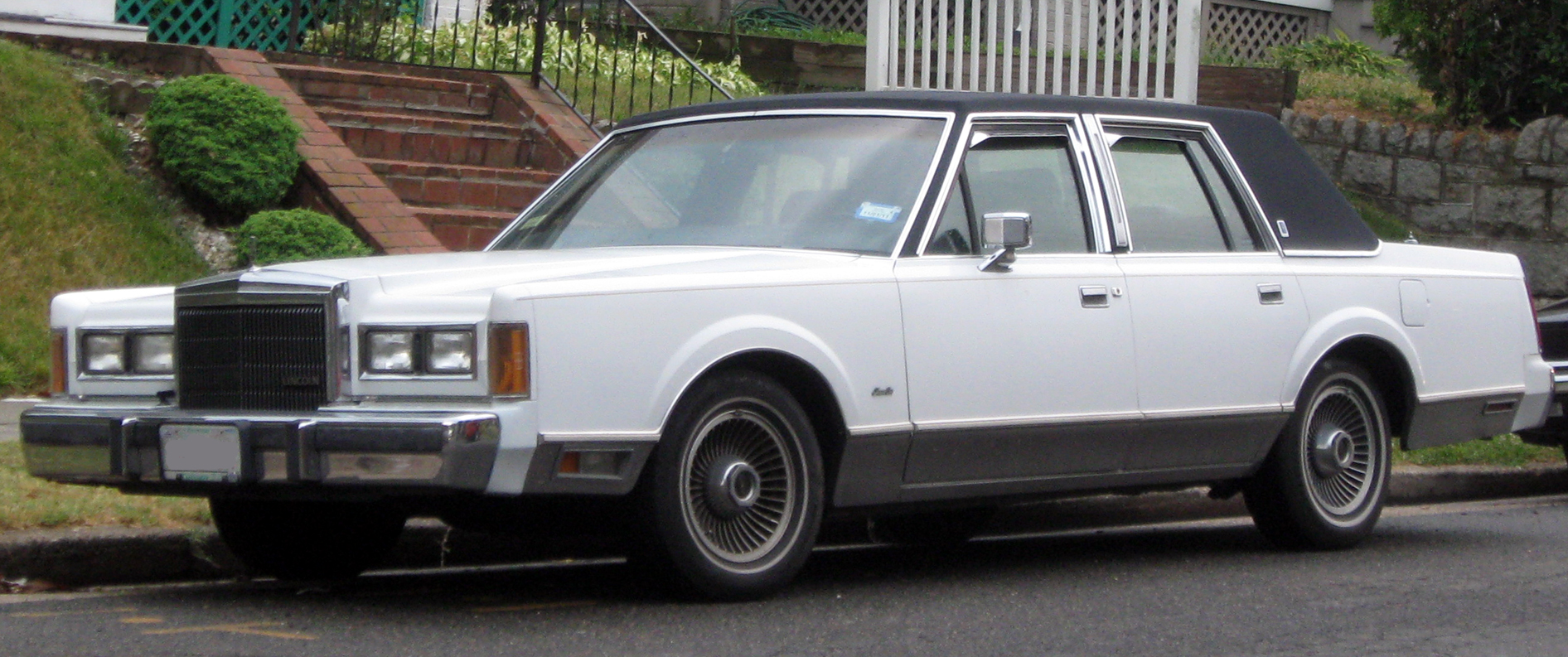
Lincoln Town Car I po liftingu

Lincoln Town Car I został zaprezentowany po raz pierwszy w 1980 roku.
Lincoln Town Car pierwszej generacji zastąpił dotychczasowy luksusowy wariant modelu Continental Town Car, stając się oddzielnym, sztandarowym modelem w ofercie marki Lincoln. Po premierze jesienią 1980 roku, pierwsza generacja samochodu trafiła do sprzedaży na początku 1981 wyłącznie w krajach Ameryki Północnej jako odpowiedź na takie modele, jak Cadillac Brougham.
Podobnie do pokrewnego modelu Continental, Town Car I wyróżniał się masywną sylwetką z charakterystycznym, kanciastym przodem i masywnie zarysowanymi błotnikami. Samochód oferowano też z dwukolorowym malowaniem nadwozia. W ostatnich latach produkcji zmienił się kolor przednich kierunkowskazów.

### Silnik
- V8 4.9l Windsor

## Druga generacja

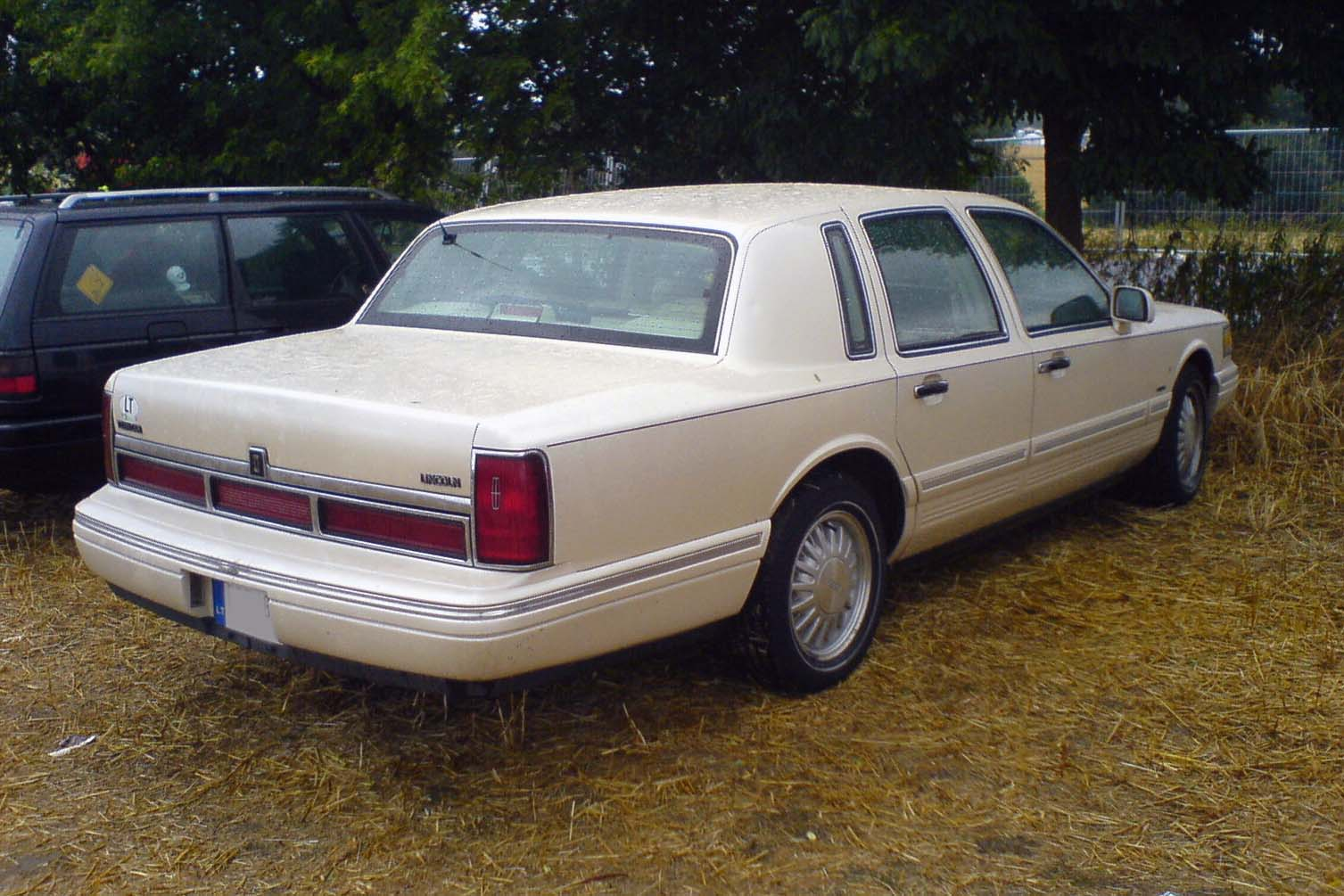
Lincoln Town Car II - tył

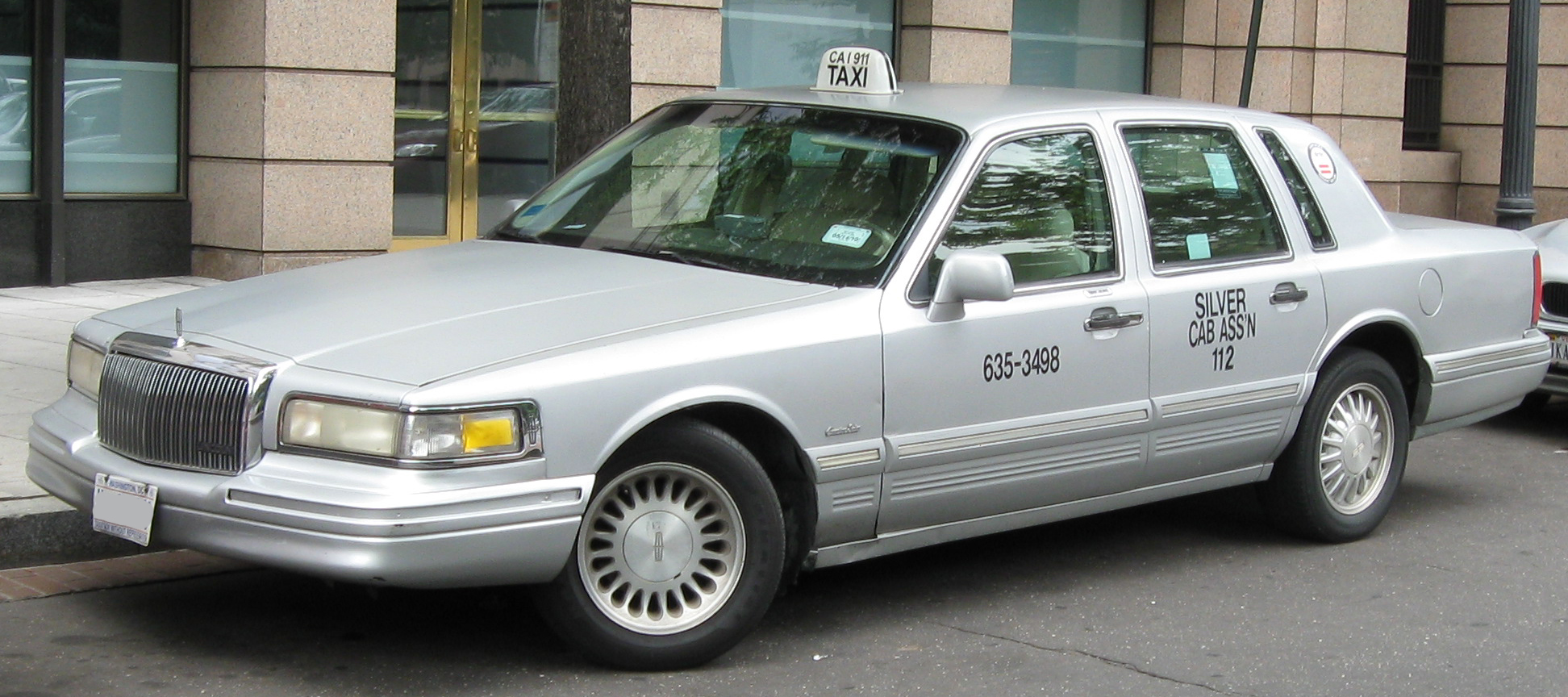
Lincoln Town Car II po liftingu

Lincoln Town Car II został zaprezentowany po raz pierwszy w 1989 roku.
Druga generacja zadebiutowała pod koniec 1989 roku jako zupełnie nowa, zbudowana od podstaw konstrukcja. Samochód zyskał wygładzoną sylwetkę, upodabniając Town Cara II do innych, ówcześnie produkowanych modeli Lincolna. Charakterystycznym elementem stały się duże, dwuczęściowe przednie reflektory obejmujące pas przedni i krawędzie błotników.
Samochód oferowany był w dwóch wariantach długości - podstawowym i przedłużonym, który za pomocą większego rozstawu osi oferował większą przestrzeń w tylnym rzędzie siedzeń.

### Lifting
W 1995 roku samochód przeszedł modernizację, w ramach której zmieniono wygląd przedniego pasa nadwozia - na czele z kształtem reflektorów. Stały się one bardziej zaokrąglone, zyskując mniejszą powierzchnię niż dotychczas. Zmodyfikowano też zderzaki i atrapę chłodnicy.

### Silniki
- V8 4.8l SOHC
- V8 4.9l Windsor

## Trzecia generacja

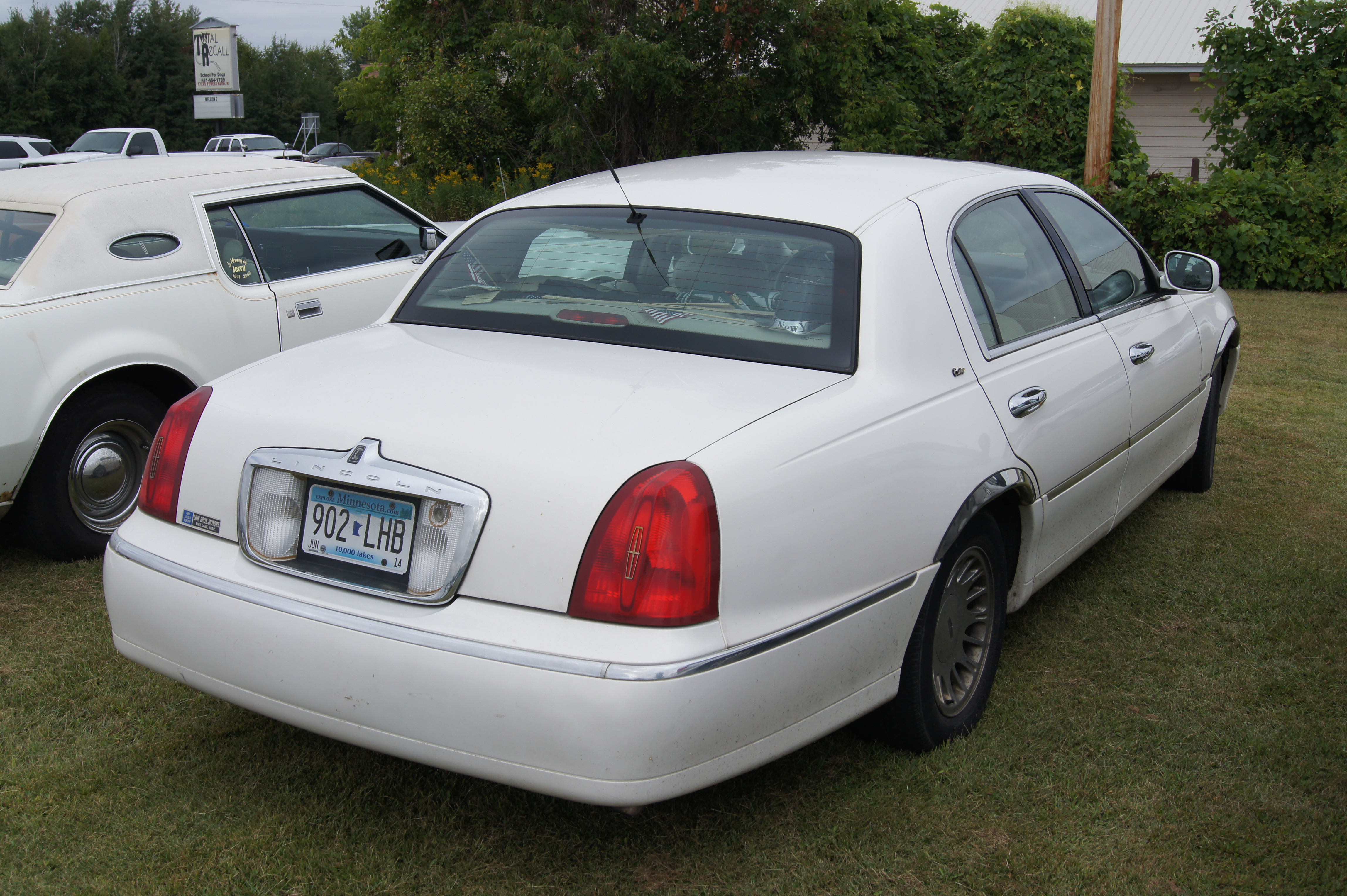
Lincoln Town Car III - tył

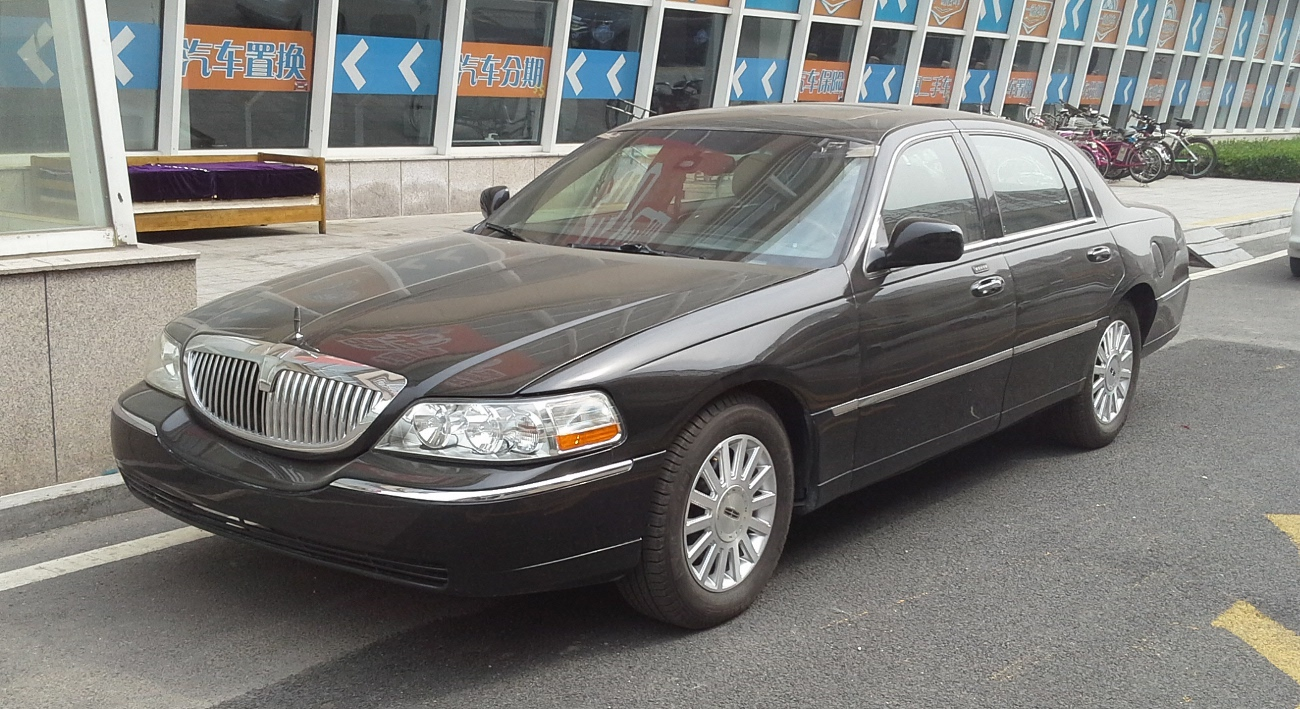
Lincoln Town Car III po liftingu

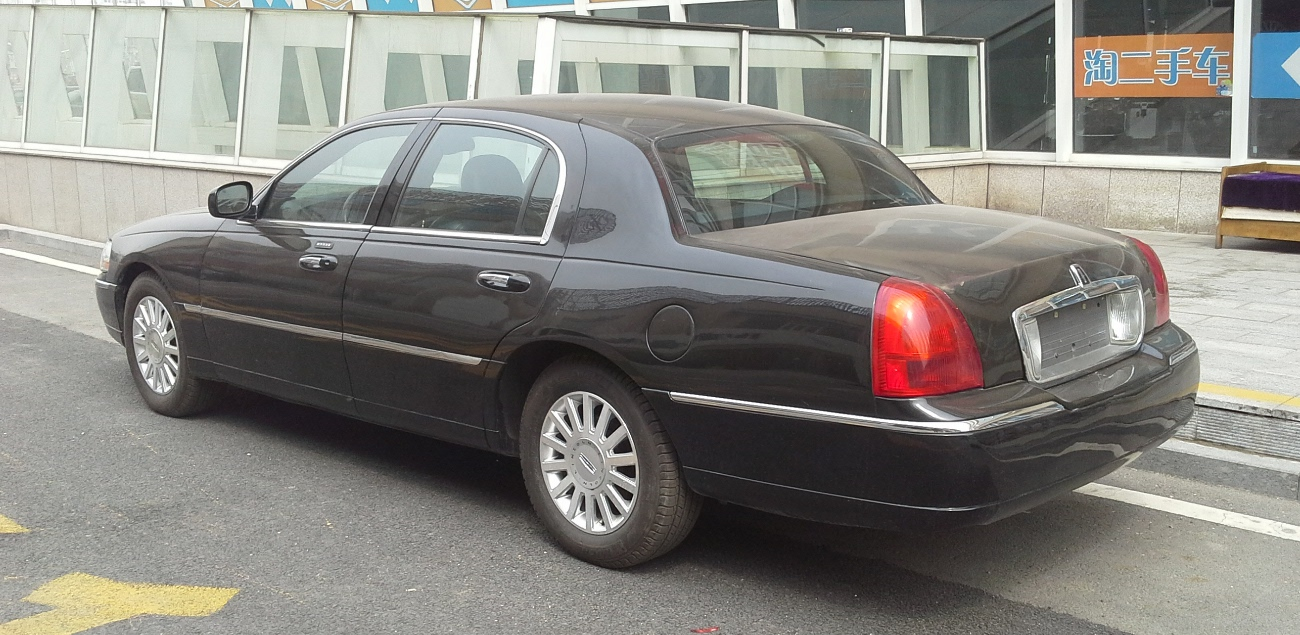
Lincoln Town Car III - tył po liftingu

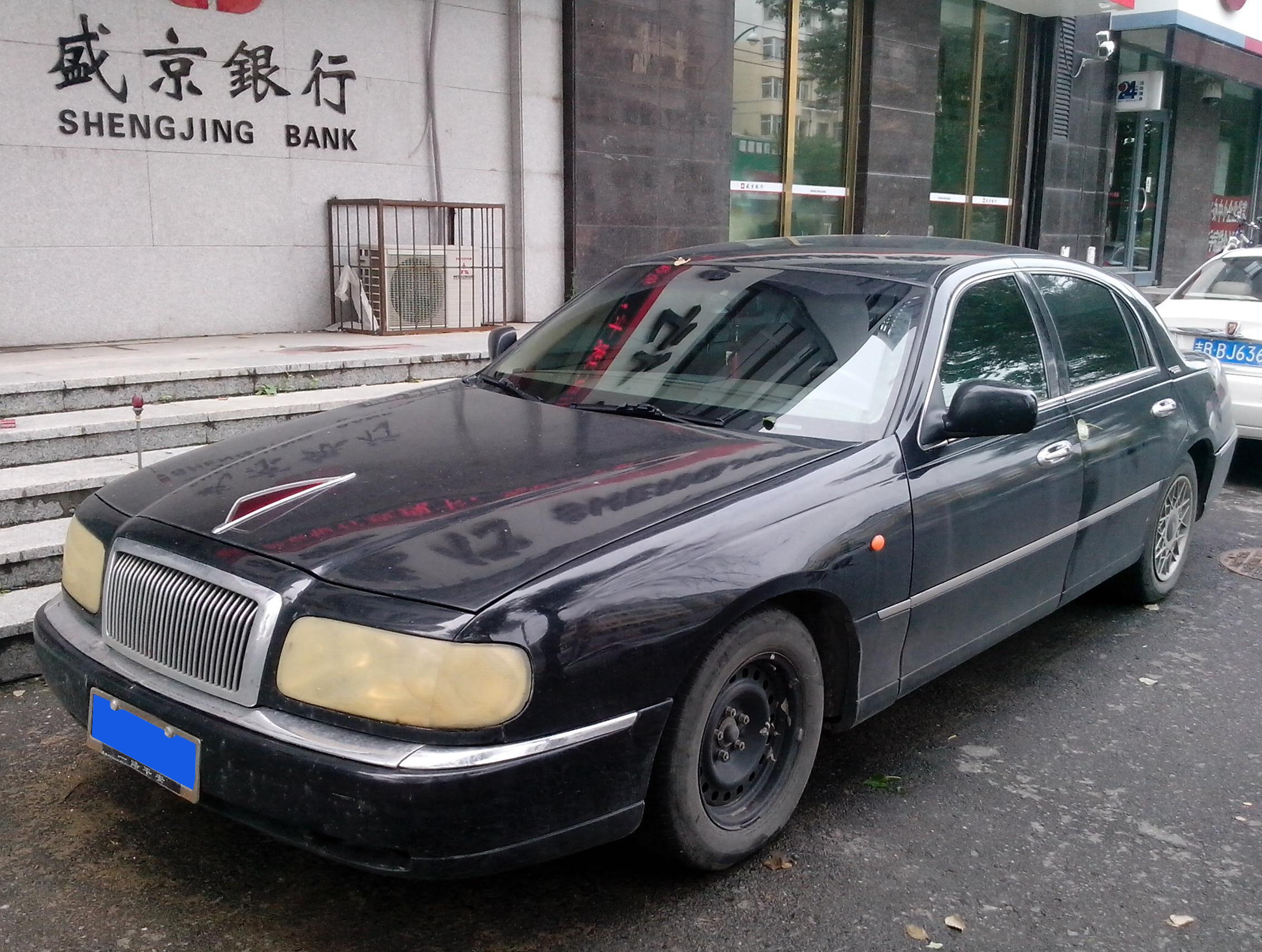
chińskie Hongqi CA7460

Lincoln Town Car III został zaprezentowany po raz pierwszy w 1997 roku.
Trzecia generacja Town Cara została zbudowana na bazie drugiej generacji Forda Crown Victoria i porzuciła znaną z poprzedników koncepcję kanciastego kształtu nadwozia na rzecz jeszcze łagodniejszych, krąglejszych linii przy jednocześnie masywnym nadwoziu.
Town Car upodobnił się teraz do mniejszego modelu Continental, zyskując rozległe, podłużne reflektory i umieszczoną w tym pasie chromowaną atrapę chłodnicy. Tył zdobiły z kolei jednoczęściowe, zaokrąglone lampy na krawędziach błotników.
Nawiązując do rozwiązań stylistycznych z klasycznych modeli Lincolna, Town Car trzeciej generacji zyskał dwubarwne wykończenie nadwozia. Opcjonalną możliwością było obicie dachu skórzanym materiałem w stylu vinyl roof.

### Lifting
W 2003 roku Lincoln przedstawił trzecią generację Town Cara po obszernej modernizacji, w ramach której całkowicie zmienił się wygląd przedniego pasa. Zmienił się kształt reflektorów, zmodernizowano też formę atrapę chłodnicy, a także ukształtowanie zderzaka.

### Chiny
W 1998 roku chińskie przedsiębiorstwo motoryzacyjne Hongqi kupiło od Lincolna licencję na produkcję Town Cara na licencji pod własną marką jako Hongqi CA7460. Samochód produkowany był do 2005 roku i odróżniał się innym wyglądem pasa przedniego, zyskując inny kształt reflektorów, atrapy chłodnicy i zderzaków. Nieznacznie inną stylizację zyskał także tylny pas.

### Ciekawostki
Lincoln Town Car trzeciej generacji zdobył dużą popularność jako przedłużona limuzyna, charakteryzując się przedłużonym rozstawem osi i aranżacją kabiny pasażerskiej uzależnionej od indywidualnego zamówienia. Modyfikacje w tym kierunku wykonują prywatne przedsiębiorstwa na całym świecie np. na potrzeby organizacji ślubów czy imprez rodzinnych.

### Silniki
- V8 4.6l SOHC